# Ontario (Belize)
Pour les articles homonymes, voir Ontario (homonymie).
Ontario est un village du district de Cayo, au centre du Belize. Il se situe dans une région agricole où les cultures les plus courantes sont les agrumes et les bananes. Il fait partie des 192 municipalités du pays administrées au niveau du village à des fins de recensement.

## Histoire
L'église du village est fondée en 1957 par les révérends Thurman et Reba Millhollon, deux américains originaires d'Ontario, en Californie,.
Le 27 janvier 2025, une partie de l'école est détruite par un incendie.

## Démographie
Le village compte 775 habitants en 2010, soit environ 1,2 % de la population totale du district. Il regroupe 394 hommes et 381 femmes. Il s'agit d'une augmentation de 25 % par rapport aux 584 personnes recensées en 2000. L'origine ethnique est la suivante : 47,1 % étaient Mestizo, 40,8 % Créoles, 5,8 % Métis, 3,2 % Indo-Bélizéens (en), 0,9 % Caucasiens, 0,4 % Mayas mopans (en), 0,4 % Mennonites, 0,3 % Garifunas, 0,3 % Libanais, 0,1 % Asiatiques, 0,1 % Mayas ketchis (en) et 0,4 % autres.